# آلمباخ (رود)
آلمباخ (به لاتین: Almbach) یک رود در اتریش است که در زالتسبورگ واقع شده‌است.